# シリル・ヌヴー

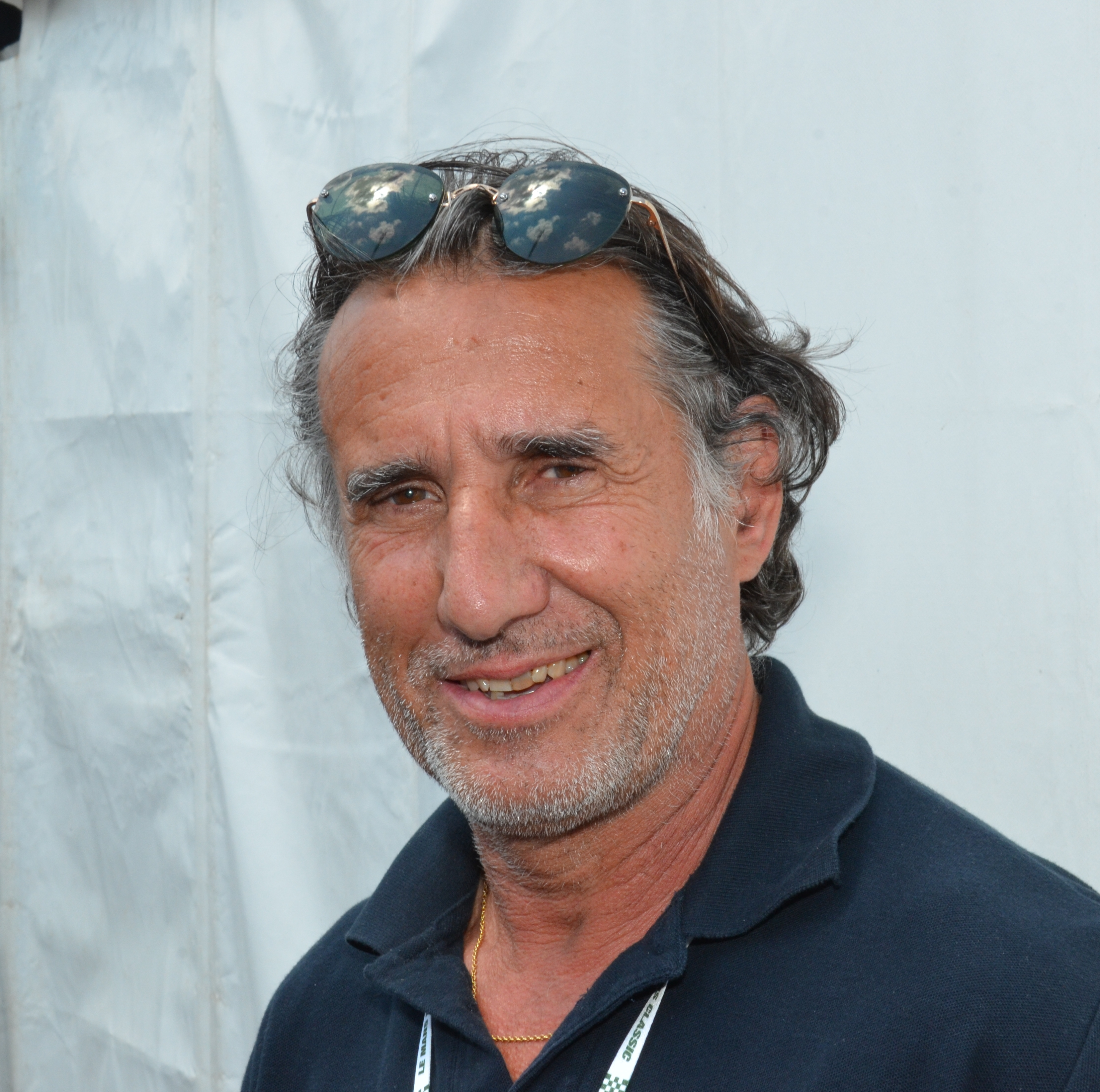
2018年

シリル・ヌヴー（Cyril Neveu、1956年9月20日 - ）はフランス・オルレアン出身のオフロードライダー。
ダカール・ラリーの二輪部門で、第一回大会を含む5度（1979、1980、1982、1986、1987年）優勝したことで知られる。
2013年にFIMレジェンドに選ばれた。

## 経歴
父モーリスは1951年のカヌー・カヤックの世界王者であり、モータースポーツ愛好家でもあった。そのため幼少期からバイクに馴染みを持っていた。
理学療法士を志す傍ら、トライアル競技で実績を残す。ユベール・オリオールとはこの頃から親交があった。
フランスのヤマハ輸入代理店が運営するソノート・ヤマハに所属し、XT500でダカールの実質的な前身となるアビジャン＝ニース・ラリーに参加した。
1979年の記念すべき第一回ダカール・ラリー（当時は「オアシス・ラリー」）を制覇した。この第一回大会のみ二輪・四輪・トラックの部門分けがなく、ヌヴーは正真正銘の優勝であった。なおこの大会では父がトヨタ・ランドクルーザー、兄のクリストファーがランドローバー・レンジローバーで参戦した。父の整備士はオリオールとジャン＝クロード・モレレ（『砂漠の狐』の異名を持つジャーナリスト・小説家、後のダカールレースディレクター）のマシンも世話していた。兄はプロローグランとステージ3で四輪のステージ1位を記録した。
1980年大会もヤマハのヘリコプターや飛行機による支援、ホンダのワークス参戦見送りの影響もあってヤマハは1-4を独占し、ヌヴーは2連覇を果たした。
1981年はホンダ・フランスが用意したXL500に乗り替えるが、メカニカルトラブルで初めて敗北を味わった。1982年はホンダR&Dが手掛けたXL500を手に入れ、早くも通算3勝目を挙げた。
その後もオリオールやガストン・ライエといった強力なライバルたちと争いながら、大規模な砂嵐によりダカール創始者ティエリー・サビーヌ始め6人が死亡した1986年、オリオールが足を骨折しつつも走りきった1987年と印象的な大会で勝利し、彼らを圧倒的に凌ぐ通算5勝を挙げた。
1982年にはフランスエンデューロ選手権でもタイトルを獲得した。
1988年大会は転倒が相次ぎ、前年のオリオールに続いて足を骨折。1989年にヤマハへ戻りYZE750を駆るが、以降は僚友ステファン・ペテランセルたちに太刀打ちできなくなった。1991年はカジバへ移籍したが、これを走りきった時にモチベーションは尽きていた。
こうして1991年をもって35歳でライダー生活から引退し、実業家のジャン・クリストフ・ペルティエとともにヌヴー・ペルティエ・オーガニゼーションを立ち上げ、チュニジア・ラリーやモロッコ・ラリーを運営した。当時ダカールは衰退傾向にあった時期だったこともあり、チュニジアは1200人というダカールを凌ぐ新記録となるエントリーを集めた。
1993年に同会社を離れ、「シリル・ヌヴー・プロモーション」を設立。以降20年以上に渡り、ラリーレイドイベントやジェットスキーツアー、クラシックカーラリーなどのイベントを企画・主催している。